# A.T. Kearney
Kearney est un cabinet de conseil en stratégie américain, spécialisé sur des problématiques de management de direction générale. Kearney possède des bureaux dans plus de 40 pays et emploie plus de 5 300 personnes à travers le monde.
En janvier 2020, l'entreprise change de nom, et passe de A.T. Kearney à Kearney.

## Historique

### La naissance: 1926-1946
James McKinsey fonde le cabinet de conseil McKinsey & Company en 1926 à Chicago. Andrew Thomas Kearney (en) rejoint McKinsey et en devient partenaire associé en 1930 puis associé senior en 1935. En 1937, à la mort de James McKinsey, Andrew Thomas Kearney devient principal associé et le cabinet de conseil change d'appellation pour devenir Mc Kinsey, Kearney and Company. Le cabinet de conseil compte alors deux bureaux : Chicago et New York. En 1946, Mc Kinsey, Kearney et Company se scinde en deux ; Mc Kinsey conserve le bureau de New-York et oriente son activité vers le conseil stratégique ; et Andrew Thomas Kearney prend la tête du bureau de Chicago, qui prend le nom d'A.T. Kearney et oriente son activité vers l'audit.

### Les débuts: 1946-1964

Logo d'A.T. Kearney en 1947.

A.T. Kearney fonctionnera jusqu'à la mort de son créateur en 1962 avec une unique implantation à Chicago.

### L'internationalisation: 1964-1995

Logo d'A.T. Kearney en 1990.

Il faudra attendre 1964 pour qu'A.T. Kearney décide d'installer un nouveau bureau ; ce sera d'ailleurs hors du territoire des États-Unis, à Düsseldorf en RFA. Cette destination, l'Allemagne, n'est pas choisie par hasard : Andrew Kearney a eu un rôle important dans l'organisation du plan Marshall dans l'immédiat après-guerre. Par ailleurs la RFA héberge à l'époque des contingents américains d'occupation militaire qui nécessitent d'importants moyens en organisation, notamment logistique.
Ensuite, les nouvelles installations vont se poursuivre à un rythme soutenu à travers le monde entier.

### L'Époque EDS: 1995-2006

#### Le rachat

Logo d'A.T. Kearney - Filiale d'EDS.

En 1995, EDS rachète le cabinet de conseil stratégique A.T. Kearney pour la somme de 596 millions de US$. C'est la première fois dans le monde qu'un géant des services informatiques achète un cabinet de conseil. Les motivations qui ont plaidé en faveur de ce rachat chez EDS sont la volonté de créer une chaîne de valeur intégrée qui va du conseil aux services informatiques. L'activité de conseil est alors conçue — dans l'esprit d'EDS — comme le fer de lance commercial qui permettra de tirer l'ensemble du groupe vers plus de croissance.
Chez A.T. Kearney, les tenants de l'intégration dans le groupe EDS étaient avant tout motivés par des considérations d'ordre personnel : les associés voulaient pouvoir concrétiser en monnaie sonnante et trébuchante leur participation dans un groupe de conseil qui avait su dégager une très forte profitabilité. D'autres soulignaient les moyens d'EDS, qui permettraient au groupe de conseil de se développer encore plus dans le monde.
Le challenge est de taille pour EDS : il s'agit de faire cohabiter deux cultures très différentes. La culture du géant de l'informatique est basée sur une approche bureaucratique, à la limite du taylorisme (EDS est en 1995 une filiale du constructeur automobile américain General Motors), liée à son statut de géant (plus de 100 000 salariés dans le monde) qui se conjugue en une gestion globale des salaires et une politique de primes au résultat très modérée. Alors que la culture du cabinet de conseil est basée sur la culture de la performance personnelle fortement récompensée par des primes au rendement. Les différences se ressentent également dans le statut des collaborateurs des deux entités. Chez le groupe informatique EDS les collaborateurs sont des salariés qui rendent des comptes à leur hiérarchie. Le cabinet de conseil est géré de manière très décentralisée par des partenaires, actionnaires d'A.T. Kearney ; chaque partenaire ayant la gestion directe d'un cabinet de consultants dans tous ses aspects, y compris opérationnels.

#### L'intégration forcée d'A.T. Kearney
L'arrivée en 1999 d'un nouveau CEO à la tête d'EDS, Richard H. Brown (en), va changer la donne en matière de rythme d'intégration : celle-ci va s'effectuer à marche forcée. Cette intégration sera dans un premier temps considérée comme une réussite : le chiffre d'affaires d'A.T. Kearney atteindra le chiffre jamais plus atteint de 1,3 milliard de US$ en 2000. Malheureusement le groupe dans son ensemble va prendre de plein fouet les conséquences de la crise de 2001 issue de la bulle internet des années 1990.

#### Kearney Interactive

Logo de Kearney Interactive

En 2000, l'activité internet domine le monde des affaires : l'e-business est sur toutes les bouches. Par ailleurs EDS comme AT Kearney enregistre des profits records. EDS et AT Kearney décident de créer Kearney Interactive en France en 2000 ; la France joue le rôle de pays test. Cette société est créée afin de répondre aux besoins spécifiques des entreprises en matière de services internet, de commerce électronique et de conseil technologique. Située à mi-chemin entre le conseil et les prestations techniques, Kearney Interactive est une structure plus réactive — à la frontière de la web agency — composée d'équipes mixant les deux métiers. Le PDG d'A.T. Kearney France a fixé l'objectif de Kearney Interactive en France à 12 % du marché de l'e-business internet à l'horizon 2003 .
L'objectif initial est très ambitieux : si l'opération française fonctionne, EDS envisage d'étendre l'opération aux autres pays avec pour ligne de mire les 15.000 personnes dans le monde à l'horizon fin 2001. Ce bel enthousiasme sera balayé par l'éclatement de la bulle internet en 2001 et Kearney Interactive n'aura existé qu'à l'état d'opération pilote en France.
Lors de la scission AT Kearney/EDS en 2005, Kearney Interactive reste dans le giron d'EDS sous la forme d'une division intégrée, EDS Consulting Service. Celle-ci est cédée à SIA Conseil en 2008.

#### Le divorce
La séparation entre le géant informatique EDS et le cabinet de conseil A.T. Kearney est à la fois la résultante logique d'un mariage forcé qui n'a pas porté de fruits et d'une conjoncture très défavorable. La bulle internet qui a amené le Krach boursier de 2001-2002 a touché de plein fouet EDS : deux importants clients d'EDS font faillite : Worldcom et US Airways. La réalité économique amène alors beaucoup d'entreprises à se recentrer sur leur cœur de métier.

##### Les contreperformances
La chute des revenus du cabinet de conseil est de 42 % entre 2000 et 2005. Même si l'éclatement de la bulle internet est passé par là, elle n'explique pas tout. Cette baisse du chiffre d'affaires s'est accompagnée d'un résultat négatif pour les exercices 2003 et 2004. Un comble pour un cabinet de conseil en stratégie habitué à donner des conseils de management au top management des plus grandes sociétés du monde. Malaise très bien ressenti parmi les consultants eux-mêmes : « Vu les tarifs de la profession, il faut vraiment faire beaucoup de bêtises pour perdre de l'argent dans ce métier » confiait un consultant parisien à L'Express sous couvert d'anonymat.
La crise en cours en 2001-2002 amène le management d'EDS à effectuer deux plans sociaux. En 2002 (sous la houlette de Dick Brown, PDG d'EDS), A.T. Kearney perd 1 000 employés sur un effectif de 5 000. En 2003, malgré le changement de PDG à la tête d'EDS (Michael Jordan vient d'être nommé à la tête d'EDS), AT Kearney est de nouveau touché par des coupes claires dans ses effectifs.

##### Une différence de cultures
Image symbolique mais qui démontre bien la volonté de marquer son indépendance de la part d'AT Kearney : le refus de quitter le siège de Chicago pour rejoindre le campus d'EDS à Plano (Texas). Ce refus sera sanctionné par le renvoi de Frédérick Steingraber en 2000 qui sera remplacé par Dietmar Ostermann au poste de Président d'AT Kearney ; en 2000 le siège de AT Kearney rejoint donc le campus d'EDS à Plano.
La différence de culture est apparue au grand jour lorsque Dick Brown, PDG d'EDS décide de supprimer les bonus des vice-présidents d'AT Kearney en 2003. Leur levée de boucliers fut interprétée chez EDS comme un caprice de diva. Chez AT Kearney le bonus est la nécessaire contrepartie qui récompense la performance.
Un évènement mineur se produisit en août 2002 : le chairman émérite, Frederick Steingraber est convoqué devant les avocats d'EDS pour une réunion de 6 heures. Au cours de cette réunion, des faits de corruption et des dépenses injustifiées d'un montant de 100 000 $ lui sont reprochés. Par la suite Frederick Steingraber va révéler à la SEC américaine la manière dont EDS maquille ses comptes. En effet le management d'EDS est sous le coup d'une enquête de la SEC, entre autres pour délit d'initié. Ce type d'échanges en haut de la hiérarchie entre la maison mère et sa filiale donne le ton de l'ambiance entre les dirigeants des deux sociétés.
Conscient de la différence de culture existant entre la société mère (EDS) et sa filiale, Michael Jordan, CEO d'EDS va redonner à partir de 2003 une certaine indépendance au cabinet de conseil et reconnaître son management.

##### La séparation
En 2005, EDS tente de vendre sa filiale A.T. Kearney au Monitor Group,. Réunis courant septembre 2005, les 200 associés du groupe AT Kearney se prononcent à 89 % pour une séparation d'avec d'EDS. En 2006, pour le 80e anniversaire de la société, 176 associés du cabinet de conseil décident de racheter A.T. Kearney à EDS par le biais d'un MBO (management buy out : rachat d'une société par son management),,.
Cette opération de scission se fait après 10 ans de vie commune avec EDS. L'opération va engendrer des départs au sein du cabinet de conseil dans l'année qui va suivre. En effet, beaucoup de consultants n'ont connu AT Kearney qu'en tant que filiale du groupe EDS, avec un fonctionnement hiérarchisé et très corporate. Le retour à l'indépendance entraîne un changement de cap et de rythme : on demande aux consultants beaucoup d'investissement personnel, beaucoup d'initiative en contrepartie de très fortes récompenses liées aux résultats.

#### Quelques chiffres sur la période
|                                              | 2001  | 2004  |
| -------------------------------------------- | ----- | ----- |
| Chiffre d'affaires en millions de dollars US | 1,340 | 806   |
| Nombre d'employés                            | 4 600 | 2 500 |

### La renaissance: 2006-

Logo d'A.T. Kearney en 2013

En 2008, A.T. Kearney figurait dans le classement mondial des 25 premiers cabinets de conseil stratégique.
|                    | 2013  | 2012 | 2011 | 2010 | 2009  | 2008 | 2007 | 2006  |
| ------------------ | ----- | ---- | ---- | ---- | ----- | ---- | ---- | ----- |
| Chiffre d'affaires | 1 000 |      | 969  |      | 900   | 786  |      | 750   |
| Nombre d'employés  | 3 500 |      |      |      | 2 700 |      |      | 2 500 |

## Faits et chiffres

### Dans le monde en 2013
- 60 bureaux
- 40 pays
- 3500 employés
- Chiffre d'affaires : 1 milliard US$ [note 6]

### En France en 2013
- Un bureau à Paris 7e
- Chiffre d'affaires estimé : 45 millions €
- Nombre d'employés estimé : 120 [note 6]

## Le métier
À l'origine, A.T. Kearney est un cabinet qui prend en charge la gestion budgétaire et le contrôle budgétaire. L'impulsion initiale a été donnée par James O. McKinsey (par ailleurs professeur de comptabilité à l'université de Chicago) qui a rédigé plusieurs livres reconnus par la profession. Durant l'entre-deux guerres, l'établissement d'un budget, son analyse et son contrôle sont des exercices comptables encore méconnus des sociétés.

### Les principaux concurrents dans le monde
- Bain & Company
- Boston Consulting Group
- McKinsey & Company

## La direction du cabinet de conseil

### Les Principes
Le chairman est élu pour un mandat de 3 ans par les associés du cabinet de conseil.
Un associé ne peut détenir plus de 3 % du capital du groupe ; il s'agit d'une règle statutaire afin d'éviter les luttes internes pour le pouvoir.

### Liste des chairman
- Andrew Thomas Kearney (en), Chairman 1946-1961
- James M. Phelan, Chairman 1969-1974[20]
- Kenneth L. Block, Chairman 1974-1985[20]
- Fred G. Steingraber, Chairman 1985-1999[21]
- Dietmar Ostermann, CEO 2000-2003
- Henner Klein, CEO 2003-2006 [3]
- Paul Laudicina (en), Chairman 2006-2012[17]
- Johan Aurik, Chairman 2012-2018 [17]
- Alex Liu 2018-[22]